# بیکینگ پودر

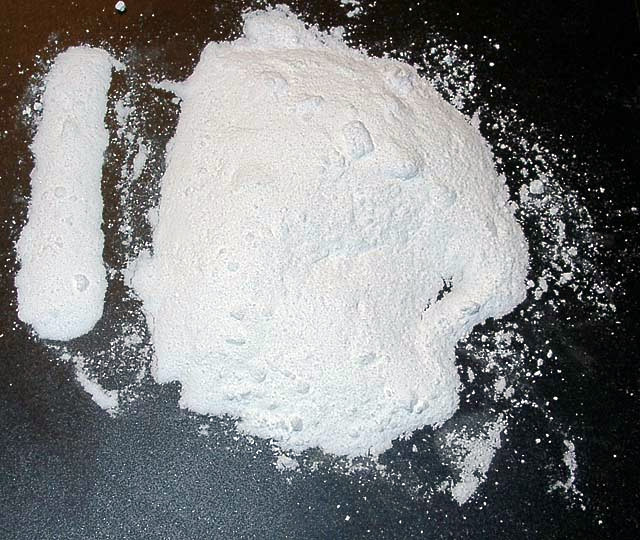

بیکینگ پودر (به انگلیسی: Baking powder) یا پودر قنادی یک نوع عامل ورآورنده است که از مخلوط کردن یک باز (کربنات یا بی‌کربنات) با یک اسید ضعیف تهیه می‌شود و برای ورآمدن خمیر و حجم دادن به انواع نان و کیک استفاده می‌شود.
از آنجا که بکینگ پودر  یک نوع باز است، به محض مخلوط‌شدن با مایعاتی که خاصیت اسیدی دارند، موجب آزادشدن  گاز دی اکسید کربن می‌شود که باعث ورآمدن خمیر و ایجاد حجم در نان یا کیک می‌شود، این ماده جایگزین پودر خمیر مایه نیز است.

## کاربرد
بیکینگ پودر برای موادی که نیاز به پخت طولانی دارند مصرف می‌شود و تلخی کم‌تری نسبت به جوش شیرین دارد.
عمر مفید این ماده بین ۶ تا ۱۲ ماه است و باید درجای خشک، خنک و در ظرف بسته نگهداری شود.
اگر زمانی که یک قاشق مرباخوری بیکینگ پودر در نصف لیوان آب جوش ریخته شود، مخلوط بجوشد، آن بیکینگ پودر قابل استفاده است.